# Comité temporal de Hamás
El comité temporal de Hamás es un comité gobernante compuesto por cinco personas formado por Hamás tras el asesinato de Ismail Haniya el 31 de julio de 2024 para facilitar la toma de decisiones dada la dificultad de comunicarse con el entonces presidente, Yahya Sinwar, que estaba basado en la Franja de Gaza. El comité tiene su sede en Doha, capital de Catar, y su tarea es tomar decisiones estratégicas y gobernar a Hamás durante la guerra entre Israel y Hamás y en «circunstancias excepcionales». Está integrado por cinco miembros, entre ellos Jaled Meshal, Khalil al-Hayya, Zaher Jabarin, que representan a la diáspora palestina, la Franja de Gaza y Cisjordania, respectivamente, así como el presidente del Consejo de la Shura, Muhammad Ismail Darwish, y un funcionario anónimo que se desempeña como secretario del Buró Político.
Tras el asesinato de Yahya Sinwar en Rafah el 16 de octubre, el comité discutió inicialmente la posibilidad de nombrar un único sucesor, pero finalmente optó por gobernar a través del comité hasta las elecciones de liderazgo de Hamás programadas para marzo de 2025.
El 24 de octubre de 2024, Hamás confirmó que estaban discutiendo un sucesor del asesinado Yahya Sinwar y que anunciarán su nombre una vez que se complete el proceso de selección.

## Miembros
| Retrato | Nombre (nacimiento–muerte)                 | Posición | Ref.  |
| ------- | ------------------------------------------ | --- | ----- |
|         | Jaled Meshal خالد مشعل (n. 1956)           | Expresidente de la oficina política de Hamás de 1996 a 2017 y representante de Hamás para la diáspora palestina | [ 7 ] |
|         | Khalil al-Hayya خليل الحية (n. 1960)       | Vicepresidente del buró político de Hamás desde 2024 y representante de Hamás en la Franja de Gaza              | [ 7 ] |
|         | Zaher Jabarin زاهر جبارين (n. 1968)        | Representante y líder de Hamás en Cisjordania desde 2024                                                        | [ 7 ] |
|         | Muhammad Ismail Darwish محمد إسماعيل درويش | Presidente del Consejo de la Shura de Hamás desde 2023                                                          | [ 7 ] |
|         | Desconocido                                | Secretario del buró político cuya identidad permanece clasificada por razones de seguridad                      | [ 7 ] |